# Hans Bolsterer

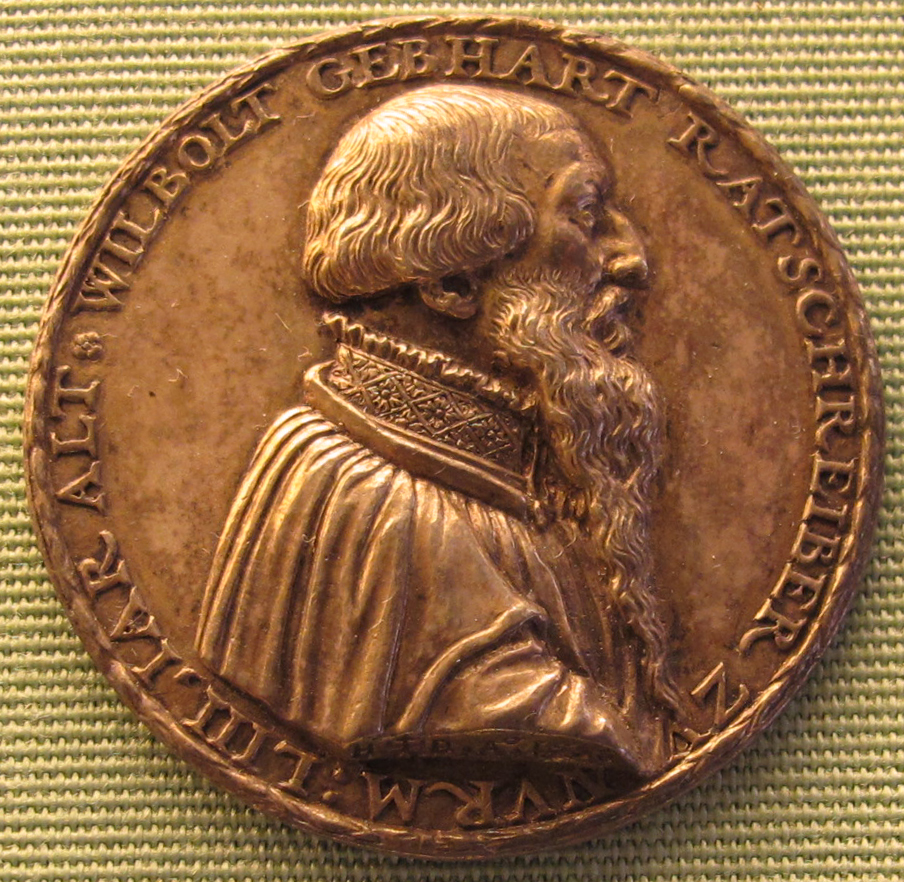
Willibolt Gebhart medaille (1555)

Hans Bolsterer (auch Hans Bölsterer, Hans Polster und Hans Polsterer; * nachweisbar ab 1540; † 26. oder 29. Dezember 1573 in Nürnberg) war ein deutscher Bildhauer, Bildschnitzer und Medailleur.
Die Herkunft, der Geburtsort und das Geburtsdatum von Hans Bolsterer sind unbekannt, ebenso die Umstände seiner Ausbildung. Erstmals belegt ist er für das Jahr 1540, als er in Nürnberg tätig war. 1551 erwarb er die Bürgerrechte der Stadt und heiratete. Darüber hinaus sind für die Jahre 1546 und 1548 Aufenthalte in Frankfurt am Main und Rödelheim dokumentiert.
Sein Hauptbetätigungsfeld war die Herstellung von Porträtmedaillen, von denen sich über 30 Beispiele erhalten haben. Neben Adligen, darunter Kaiser Karl V., porträtierte er vor allem Frankfurter und Nürnberger Bürger. Daneben schuf er eine Reihe kleinerer Ornamente, die vermutlich als Vorlagen für Goldschmiedearbeiten gedient haben, und mehrere Epitaphe und Grabmale.
Während seine Medaillen und Ornamente von hoher künstlerischer Qualität sind, gelang es ihm nicht, diesen hohen Standard auch auf seine großen Kunstwerke zu übertragen. Neben dem 1557 vollendeten Grabmal des Weigand von Rednitz, das sich in der Michaelskirche in Bamberg befindet, hat sich an Großkunstwerken noch eine gegen 1560 geschaffene Kartusche mit weiblichen Masken erhalten, die sich heute im Germanischen Nationalmuseum in Nürnberg befindet. Ein am gleichen Ort aufbewahrtes Wappen des Wolf Müntzer von Babenberg wird ihm aus stilistischen Gründen ebenfalls zugeschrieben.
Hans Bolsterer signierte einen Teil seiner Werke mit den Initialen HB und einer dazwischen gestellten, kreuzförmigen Meistermarke.